# Gyrinops
Genre
Statut CITES
Gyrinops est un genre de plantes à fleurs de la famille des Thymelaeaceae.

## Description

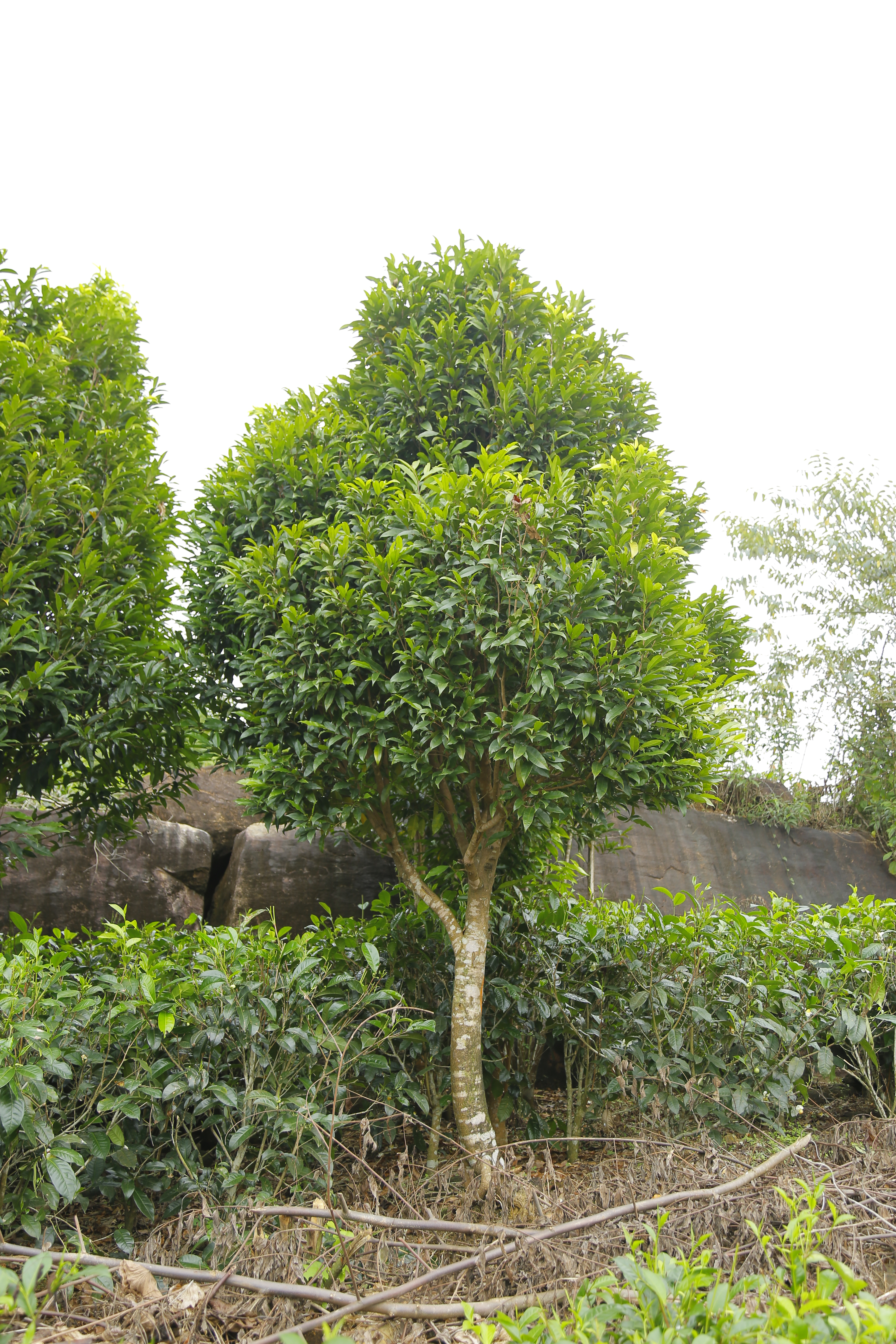
Un spécimen cultivé de Gyrinops walla.

## Répartition
Les neuf espèces du genre sont présentes en Asie du Sud et du Sud-Est.

## Liste des espèces
Selon Plants of the World online (POWO) (20 septembre 2024) :
- Gyrinops caudata (Gilg) Domke
- Gyrinops decipiens Ding Hou
- Gyrinops ledermannii Domke
- Gyrinops moluccana (Miq.) Baill.
- Gyrinops podocarpa (Gilg) Domke
- Gyrinops salicifolia Ridl.
- Gyrinops versteegii (Gilg) Domke
- Gyrinops vidalii P.H.Hô
- Gyrinops walla Gaertn.

## Systématique
Le nom correct complet (avec auteur) de ce taxon est Gyrinops Gaertn..
Gyrinops a pour synonymes :
- Brachythalamus Gilg
- Lachnolepis Miq.